# 崇福寺停留場
崇福寺停留場（日语：／ Sofukuji teiryūjō */?），又稱崇福寺電車站，是位於長崎縣長崎市油屋町，長崎電氣軌道本線的電車站（終點站）。車站編號為35。
由於電車站建設川之上，因此有特別的構造。

## 歷史
此電車站在1968年（昭和43年），思案橋至正覺寺下之間開通同時啟用。當時電車站名為正覺寺下停留場（日语：／）。
長久以來，電車站一直以思案橋作為終點站，但是由於思案橋周邊有許多私家車造成擠塞，因此終點站遷移至此電車站也回避擠塞。當時在日本各地的電車服務開始逐步廢止，但是在長崎卻繼續延伸，實屬少見。
在2018年（平成30年）電車站名稱改名為崇福寺停留場。

### 年表
- 1968年（昭和43年）6月17日 - 正覺寺下停留場啟用[2]。
- 2003年（平成15年）2月2日 - 電車站進行裝修[6]。
- 2018年（平成30年）8月1日 - 電車站改名為崇福寺停留場[5][7]。

## 電車站構造

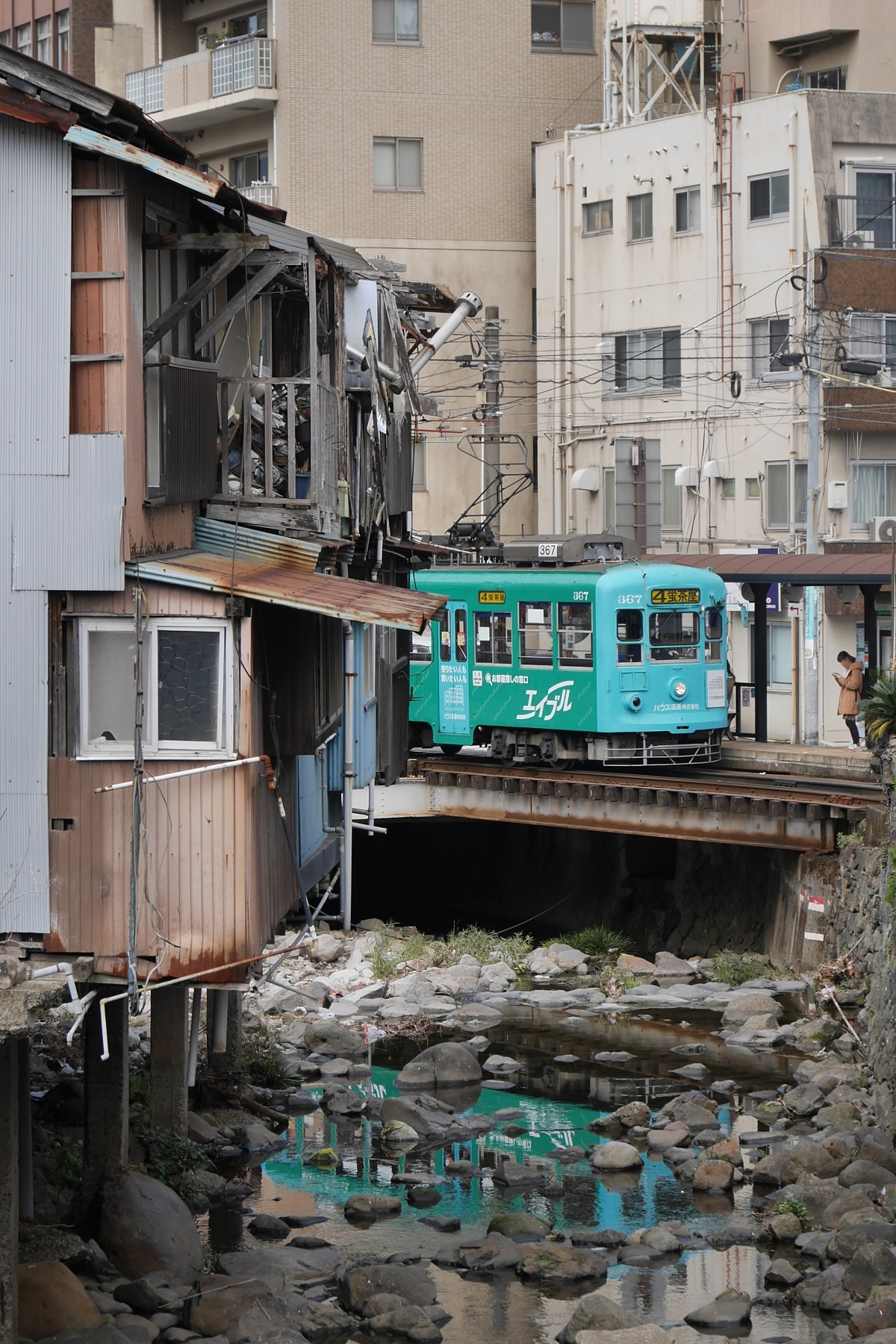
向南望電車站

電車站是建造在專用路軌上。電車站建設於思案橋停留場的斜坡之上。在進入電車站前由雙線軌道匯合至單線。電車站內設有1面1線的單式月台。電車站內比較狹窄。在電車站月台望向玉帶川，同時鄰近暗渠入口。電車到達電車站後會折返。
在2003年，月台上蓋被更換。同時把終端部的部分牆壁撒走，使月台可容納3米。
曾經此電車站內的轉轍器是由控制室操作。

### 運行系統
此電車站是本線電車站之一。當中1和4系統駛入該電車站。1和4系統行走在本線上。

## 使用狀況
根據「長崎電軌」的調査，以下為1日的上下車人次資料。
- 1998年 - 2,451人[1]
- 2015年 - 900人[13]

## 電車站周邊

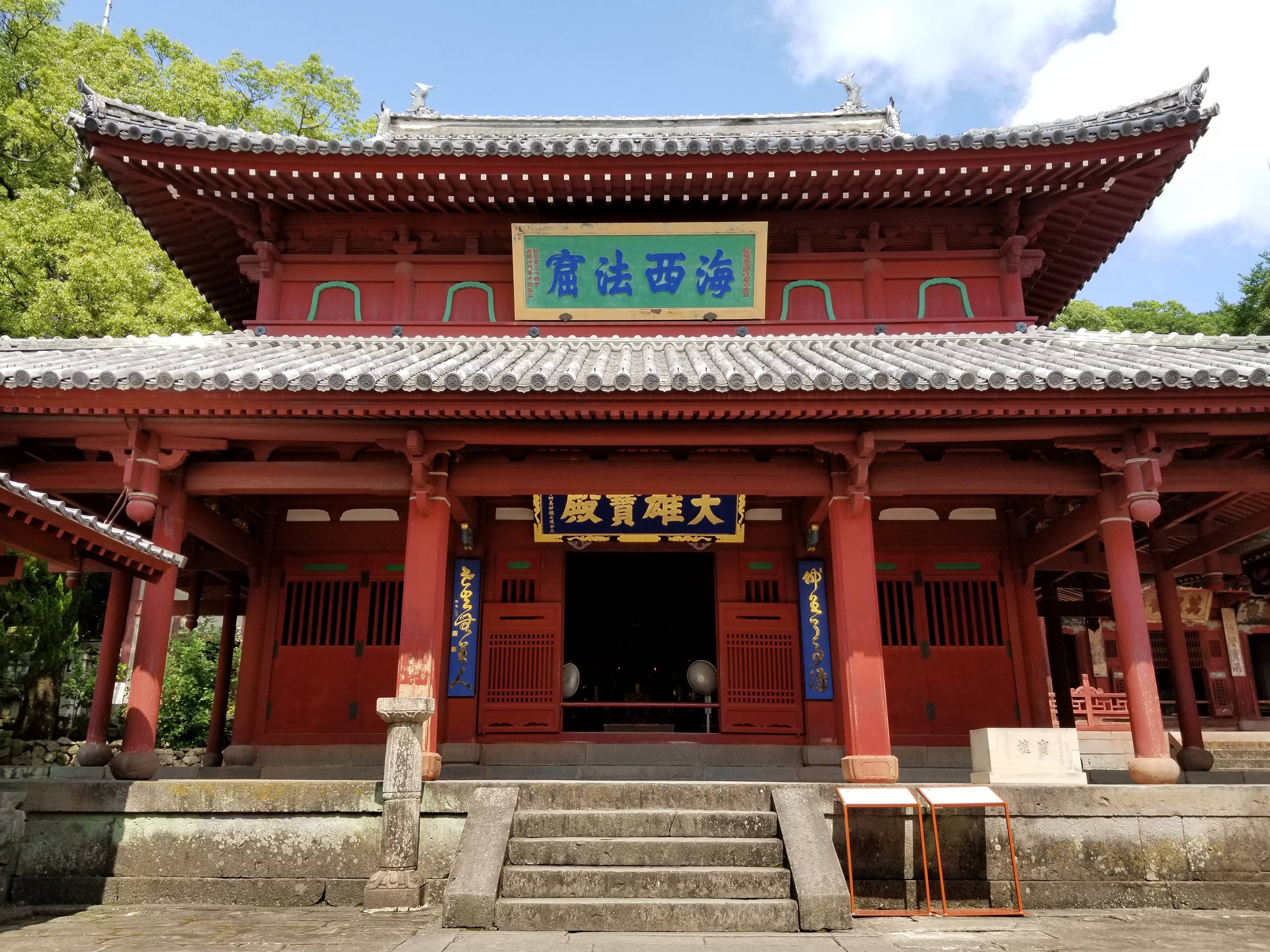
崇福寺（大雄寶殿）

電車站鄰近國寶崇福寺。在電車站附近設有長崎巴士「崇福寺入口」巴士站。舊電車站名稱「正覺寺」位於電車站旁邊的山丘上。另外，電車站名讀法為「しょうかくじした」，但是寺院名稱讀法為「しょうがくじ」。
在電車站後方設有由長崎電氣軌道管理的收費停車場（正覺寺下停車場）。
- 長崎電氣軌道兼營業部（可購買定期券和長崎智能卡）
- 清水寺（日语：清水寺 (長崎市)）
- 國道324號（日语：国道324号）
- 長崎玉成高等學校（日语：長崎玉成高等学校）
- 長崎女子高等學校（日语：長崎女子高等学校）
- 高島秋帆（日语：高島秋帆）舊宅蹟

## 相鄰電車站
長崎電氣軌道
本線（■1號系統、■4号系統）
思案橋（34）－崇福寺（35）

## 注腳
1. 1 2 3 4 5  田栗 & 宮川 2000，第66頁.
2. 1 2  今尾 2009，第57頁.
3. 1 2  田栗 & 宮川 2000，第92頁.
4. 1 2 3 4  田栗 2005，第18頁.
5. 1 2  . 長崎電気軌道. 2018-03-30  [2018-04-04]. （原始内容存档于2018-03-30）.
6. ↑  田栗 2005，第156頁.
7. ↑  浅野孝仁. . 毎日新聞（地方版・長崎） (毎日新聞西部本社). 2018-07-31: 23 （日语）.
8. ↑  川島 2007，第120頁.
9. ↑  川島 2013，第49頁.
10. 1 2 3  川島 2007，第121頁.
11. ↑  川島 2013，第56頁.
12. 1 2  100年史，第120頁.
13. ↑  100年史，第125頁.
14. ↑  岡田将平. . 朝日新聞（地方版・長崎） (朝日新聞西部本社). 2016-01-27: 30 （日语）.
15. ↑  100年史，第176頁.